# Caso orientativo
El caso orientativo ( abreviado ori ) es un caso gramatical que transmite el sentido de algo orientado hacia otro. Se puede encontrar en los idiomas chucoto y manchú.